# Memorial Darcy Ribeiro
O Memorial Darcy Ribeiro, mais conhecido como Beijódromo, é um memorial localizado na Praça Maior do Campus Darcy Ribeiro da Universidade de Brasília.

## História
O edifício foi planejado por João Filgueiras após Darcy Ribeiro comunicar em 1996 a João Claudio Todorov, então reitor da UnB, seu desejo de deixar seu acervo documental com a universidade. O apelido do memorial foi dado pelo prórpio Darcy, que desejava que o local fosse ideal para "namorar e ouvir serestas". 
O local foi inaugurado em 6 de dezembro de 2010, após 5 meses de construção.

## Estrutura
O local é sede da Fundação Darcy Ribeiro, que administra o acervo de Darcy e Berta Ribeiro, e possui uma biblioteca com o acervo de 22 mil livros e 8 mil periódicos, além de um auditório para 250 pessoas.